# 28 Zapasowy Batalion Artylerii
28 Zapasowy Batalion Artylerii (niem. Artillerie-Ersatz-Abteilung 28) – pododdział artylerii Wehrmachtu.
Batalion został sformowany 26 sierpnia 1939 w Świdnicy (Schweidnitz) w Okręgu Wojskowym VIII (Wehrkreis VIII) jako zapasowy batalion artylerii lekkiej.
Początkowo batalion podlegał 168 Dywizji Piechoty, a następnie 148 Dywizji Piechoty.
25 stycznia 1941 przeniesiony do St. Avold w Lotaryngii w Okręgu Wojskowym XII. 15 maja 1941 3 bateria batalionu została użyta do sformowania 658 batalion artylerii lekkiej (leichte-Artillerie-Abteilung 658) w Okręgu Wojskowym XIII.
1 października 1942 jednostkę rozdzielono na 28 Zapasowy Batalion Artylerii (Artillerie-Ersatz-Abteilung 28) i 28 Rezerwowy Batalion Artylerii (Reserve-Artillerie-Abteilung 28). Od tego czasu 28 Zapasowy Batalion Artylerii podlegał Dywizji Metz, zaś 28 Rezerwowy Batalion Artylerii nadal podlegał 148 Dywizji Piechoty i wkrótce został przeniesiony do centralnej Francji.
Od lutego do kwietnia 1942 w 2 baterii 28 Zapasowego Batalionu Artylerii pełnił służbę Karol Semik.

## Skład
- sztab batalionu (numer poczty polowej 17184 A)
- 1 bateria (numer poczty polowej 17184 B)
- 2 bateria (numer poczty polowej 17184 C)
- 3 bateria